# Black Siemens
«Black Siemens» — песня российского рэп-хип-хоп-исполнителя Pharaoh. Трек был выпущен 6 ноября 2014 года. Продюсерами песни выступили российский битмейкер DIE4R и продюсерский коллектив из Украины FrozenGangBeatz.
Первоначально песня осталась незамеченной в широких кругах, однако с выходом видеоклипа в 2015 году трек стал вирусным. Сингл занял второе место в списке лучших песен 2015 года по версии портала The Flow
. Спустя несколько лет трек стал культовым и многими изданиями признаётся как один из треков, наиболее повлиявших на развитие российской новой школы рэпа.
7 февраля 2015 года вышел клип «Black Siemens», который позже был скрыт автором. Однако с 2019 года видео вновь доступно и на ноябрь 2024 года собрало 37 миллионов просмотров.

## История создания
Pharaoh познакомился c DIE4R в 2014 году во Вконтакте и почти сразу предложил вступить коллективу (в который тот входил) FrozenGangBeatz в Dead Dynasty. По словам DIE4R, бит на будущий трек он сделал за 10 минут и отправил его Глебу и через некоторое время трек стал доступен для скачивания в группе Pharaoh во Вконтакте. В качестве главной мелодии использован сэмпл песни группы Cranes Far Away.
Как вспоминал позже сам Pharaoh после выхода микстейпа «Уаджет» у него начался творческий кризис, вызванный проблемами с деньгами. По его словам, когда сочинялся текст к «Black Siemens» он «просто отключил мозг» и напишет то, что из него «выльется».

## Успех
Поначалу трек прошёл мимо большой аудитории, однако после выхода клипа в феврале 2015 года трек стал вирусным и разошёлся на мемы. В особенности из-за многократного повторения эдлиба «Скр» в припеве. Позже исполнитель объяснял, что звук «Скр» издавал Брюс Ли, когда делал приёмы. До того, как клип был скрыт в марте 2016 года, он успел набрать более 10 миллионов просмотров. «Black Siemens» стал первым громким хитом Pharaoh и принес ему большую популярность и узнаваемость. Следующий клип на совместный трек с Boulevard Depo «Champagne Squirt» , вышедший в апреле 2015 также быстро набрал популярность и стал вирусным.

## Музыкальное видео
Видео снятое Алексеем Рожковым вышло 7 ферваля 2015 года. В клипе фигурирует Lincoln Town Car, который использовался в культовом сериале «Бригада». B марте 2016 года видео было скрыто из официального канала Dead Dynasty. Pharaoh позже заявил, что для него «Black Siemens» это обычный трек и он не хочет, чтобы его имя ассоциировалось только с ним. Однако, в январе 2019 года видеоклип вновь вернулся на канал Dead Dynasty и по состоянию на май 2025 года набрал 39 миллионов просмотров.